# 霧島昇
霧島昇（きりしま のぼる，1914年6月27日—1984年4月24日）是活躍於日本二戰前後的流行歌手，原名坂本榮吾，出生於福島縣雙葉郡大久村。

## 經歷
大正3年（1914年）生於福島縣雙葉郡大久村（現磐城市大久町）的一戶農家，是家中的第三個兒子。小學畢業後進京，一邊就讀初中一邊放棄了作為拳手的念頭，聽男高音藤原義江的唱片，想唱當時作為流行歌的日本歌曲，半工半讀畢業於東洋音樂學校（現東京音樂大學）。
在淺草的評論小屋，課餘灌制的愛迪生・唱片『我的回憶』（僕の思い出）引起哥倫比亞文藝部長松村重武（演員松村達雄的父親）的注意，昭和11年（1936年）時進入哥倫比亞公司。當時的哥倫比亞，松平晃是招牌明星。霧島把松平做為目標磨練歌唱技術，借用松平沒有的男高音的甜美音色和日本傳統音樂「邦楽」的技巧表現。
翌年昭和12年（1937年）以『赤城時雨』（赤城しぐれ）出道。昭和13年（1938年），與當時是大明星的「密司哥倫比亞」（本名・松原操、之後把本名一同作為藝名）灌錄大賣座歌曲、松竹電影『愛染桂』（愛染かつら）的主題歌『旅之夜風』（旅の夜風）。昭和14年（1939年）與密司哥倫比亞結婚。前一年灌制的「旅之夜風」成為了結緣之物。從那時起『一杯咖啡』（一杯のコーヒーから）、『誰人不想起故鄉』（誰か故郷を想わざる）等的熱門歌曲，令霧島有「哥倫比亞的搖錢樹」之稱。
太平洋戰爭時期參加海軍，召集令到達了的時候，以『若鷲的歌』（若鷲の歌）的大合唱送行這樣的軼事。戰後以與並木路子灌錄的『蘋果的歌』（リンゴの唄）做為開端，製作了『三百六十五夜』、『心底的鐘擺』（胸の振り子）等賣座歌曲。一生灌制的歌曲數目超過三千首。
夫妻情深也為人稱道，與夫人生了四個孩子。兒子坂本紀男是東京音樂大學主任教授，曾經出演NHK電視『回憶的旋律』。唱過父親的代表曲子。霧島是一個寧靜而嚴肅的人，極度的怯場。昭和59年（1984年）4月24日逝世。長眠於東京都港區的長谷寺。他的家鄉福島縣磐城市，已為他豎立『誰人不想起故鄉』的刻上和歌的碑。

## 代表曲
- 『赤城時雨』（赤城しぐれ／昭和11年）
- 『月下的甲板』（月のデッキで／昭和12年）
- 『山頂的馬車夫的歌』（峠の馬子唄／昭和12年）
- 『旅之夜風』（旅の夜風／昭和13年）密司哥倫比亞（ミス・コロムビア）
- 『心愛的馬進軍歌』（愛馬進軍歌／昭和14年）密司哥倫比亞
- 『一杯咖啡』（一杯のコーヒーから／昭和14年）密司哥倫比亞
- 『愛染夜曲』（昭和14年）密司哥倫比亞
- 『純情二重奏』（昭和14年）高峰三枝子
- 『鐵的力量』（くろがねの力／昭和14年）伊藤久男、松原操、二葉秋子
- 『誰人不想起故鄉』（誰か故郷を想わざる／昭和15年）
- 『愛染草紙』（昭和15年）密司哥倫比亞
- 『蘇州夜曲』（昭和15年）渡邊濱子
- 『新妻鏡』（昭和15年）二葉秋子
- 『無眼的千鳥』（目ン無い千鳥／昭和15年）密司哥倫比亞
- 『燃燒的天空』（燃ゆる大空／昭和15年）藤山一郎
- 『互相呼喚的歌』（相呼ぶ歌／昭和15年）菊池章子
- 『翼的凱歌』（翼の凱歌／昭和17年）藤山一郎
- 『若鷲的歌』（若鷲の歌／昭和18年）波平暁男
- 『勝利日』（勝利の日まで／昭和19年）
- 『蘋果的歌』（リンゴの唄／昭和21年）並木路子
- 『美人之歌』（麗人の歌／昭和21年）
- 『巡迴演出藝人的歌』（旅役者の唄／昭和21年）
- 『心底的鐘擺』（胸の振子／昭和22年）
- 『旅之舞姫』（旅の舞姫／昭和22年）二葉秋子
- 『國境的燈』（国境の灯／昭和23年）
- 『三百六十五夜』（昭和23年）松原操
- 『那個夢這首歌』（あの夢この歌／昭和23年）二葉秋子
- 『綠色的並木路』（緑の並木路／昭和25年）台詞：折原啓子
- 『紅山茶花的港街』（赤い椿の港町／昭和26年）
- 『月亮出來了出來了』（月が出た出た／昭和26年）久保幸江
- 『Some・sunday・morning』（サム・サンデー・モーニング／昭和26年）小川静江
- 『白虎隊』（昭和27年）
- 『吉他月夜』（ギター月夜／昭和27年）
- 『石狩輓歌』（石狩エレジー／昭和28年）
- 『湖畔的吉他』（湖畔のギター／昭和29年）

## 出演電影
- 『純情二重奏』（昭和13年、松竹）
- 『與你共唱喲』（君よ共に歌わん／昭和16年、松竹）
- 『藍天交響樂』（青空交響楽／昭和18年、大映）
- 『微風』（そよかぜ／昭和20年、松竹）
- 『飛翔的歌』（飛ぶ唄／昭和21年、大映）
- 『盗來的音樂節』（盗まれかけた音楽会／昭和21年、大映）
- 『街市微風』（街はそよかぜ／昭和22年、国際映画）
- 『跳躍的龍宮城』（踊る龍宮城／昭和24年、松竹）

## 受獎歷
- 紫綬褒章（昭和45年）
- 勳四等旭日小綬章（昭和59年）

## 外部連結
- 日本映画データベース　霧島 昇 （页面存档备份，存于）（日文）